# Renault NN
La Renault type NN est une automobile de la marque Renault produite de 1924 à 1930. Son appellation commerciale est Renault 6CV, comme la Renault KJ et la Renault MT qui l'avaient précédée.

## Historique
La NN est créée pour contrer les Citroën 5HP et autres voitures dites « populaires ». Le constructeur lance, en remplacement de la KJ (1923-1924) et de la MT (1923-1925), la type NN à allumage par magnéto. Elle sera produite de 1924 à 1927 et suivie de 1927 à 1929 par le type NN1, qui se différencie par le galbe plus prononcé des ailes avant, puis  de 1929 à 1930 par le type NN2 avec allumage par batterie et distributeur. C'est une voiture robuste, fiable et économique grâce à un entretien facile et une faible consommation. L'originalité de sa carrosserie la rend agréable à regarder. C'est une voiture que l'on trouvait encore sur le marché de l'occasion jusqu'au début des années 1950.

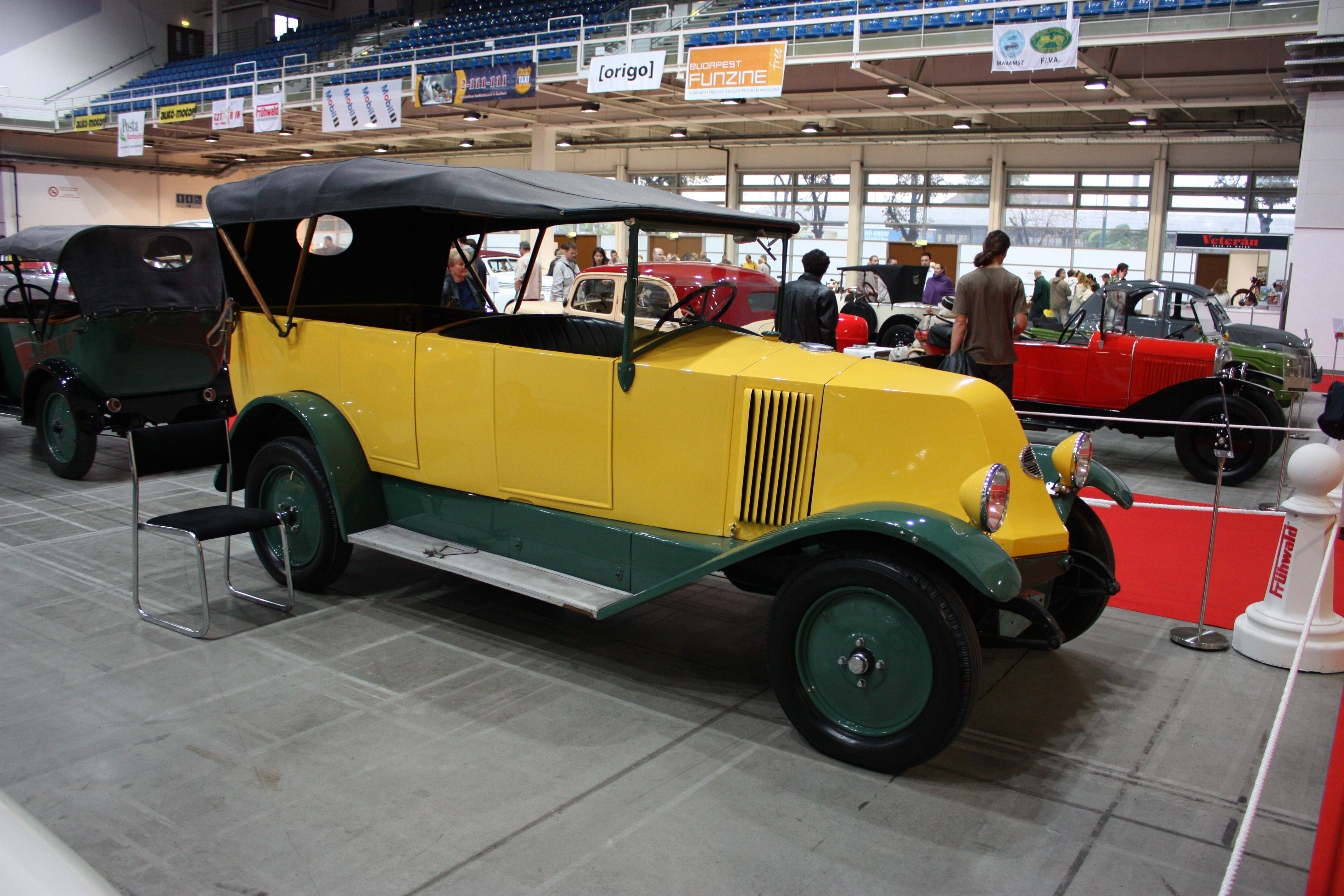
Renault NN, torpédo, avec logo Renault rond (apparu en 1923) et roues plates (premiers modèles).
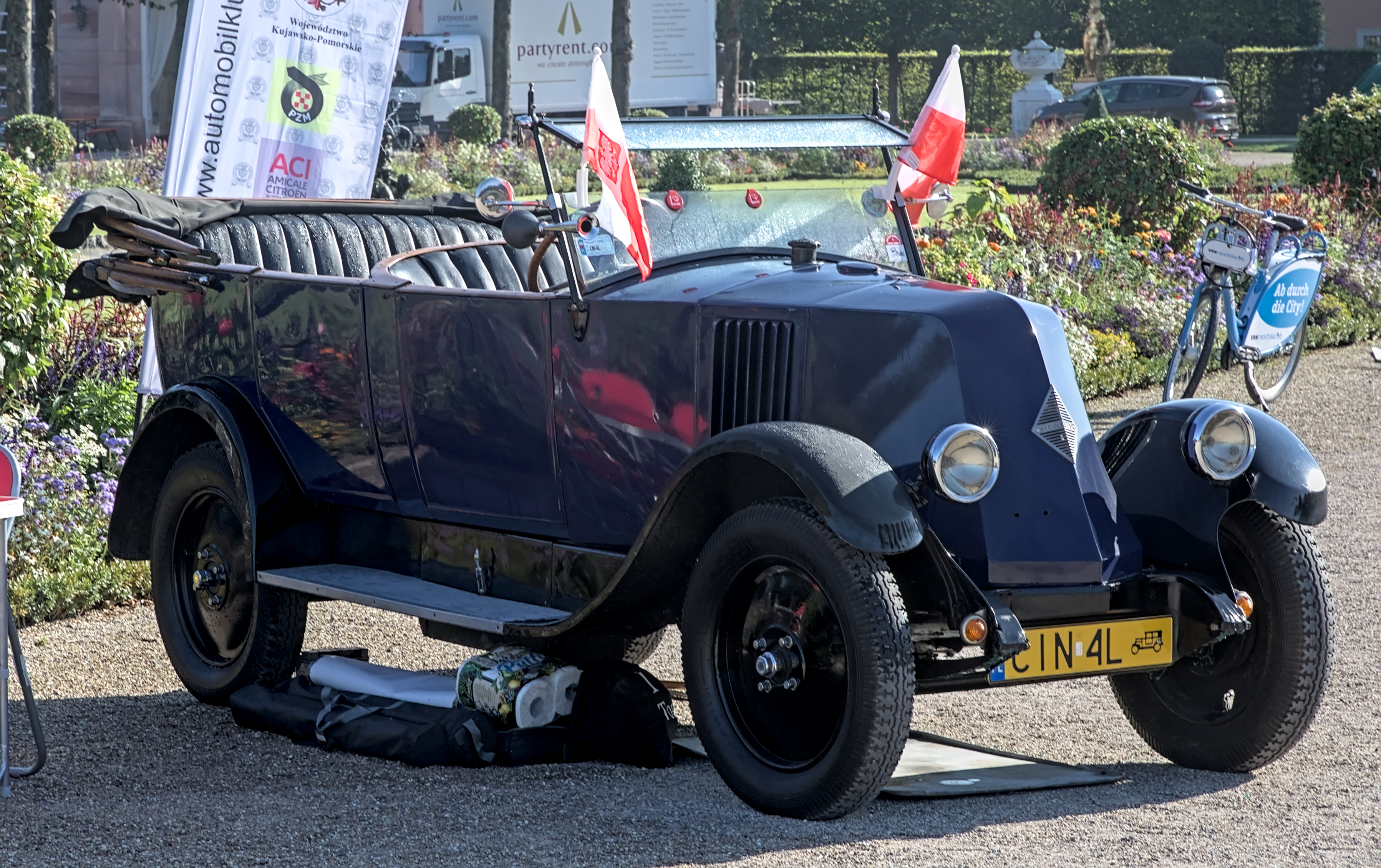
Renault NN, torpédo, avec logo Renault en losange (apparu en 1925) et roues profilées.
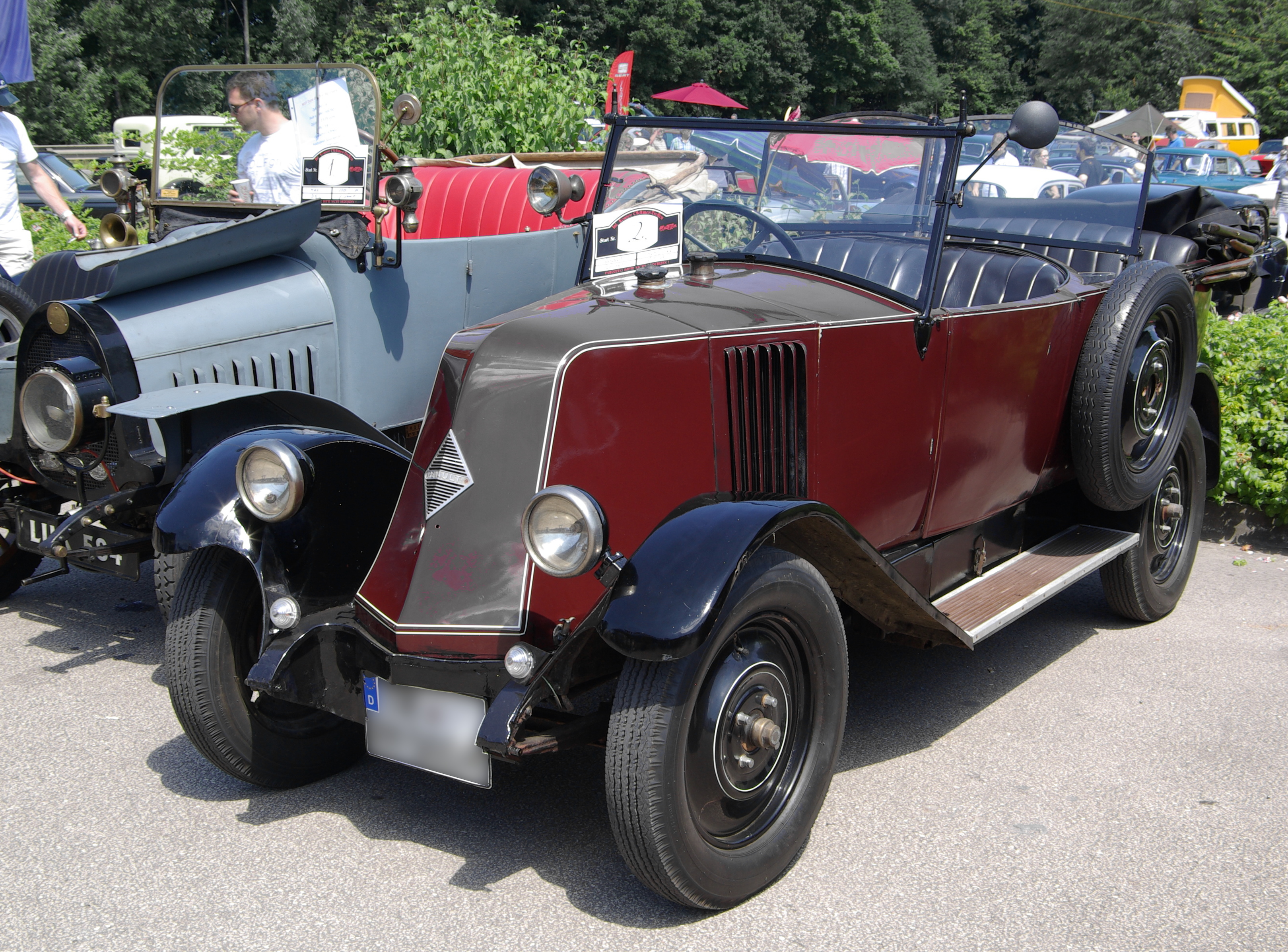
Renault NN (galbe des ailes plus plat), cabriolet.
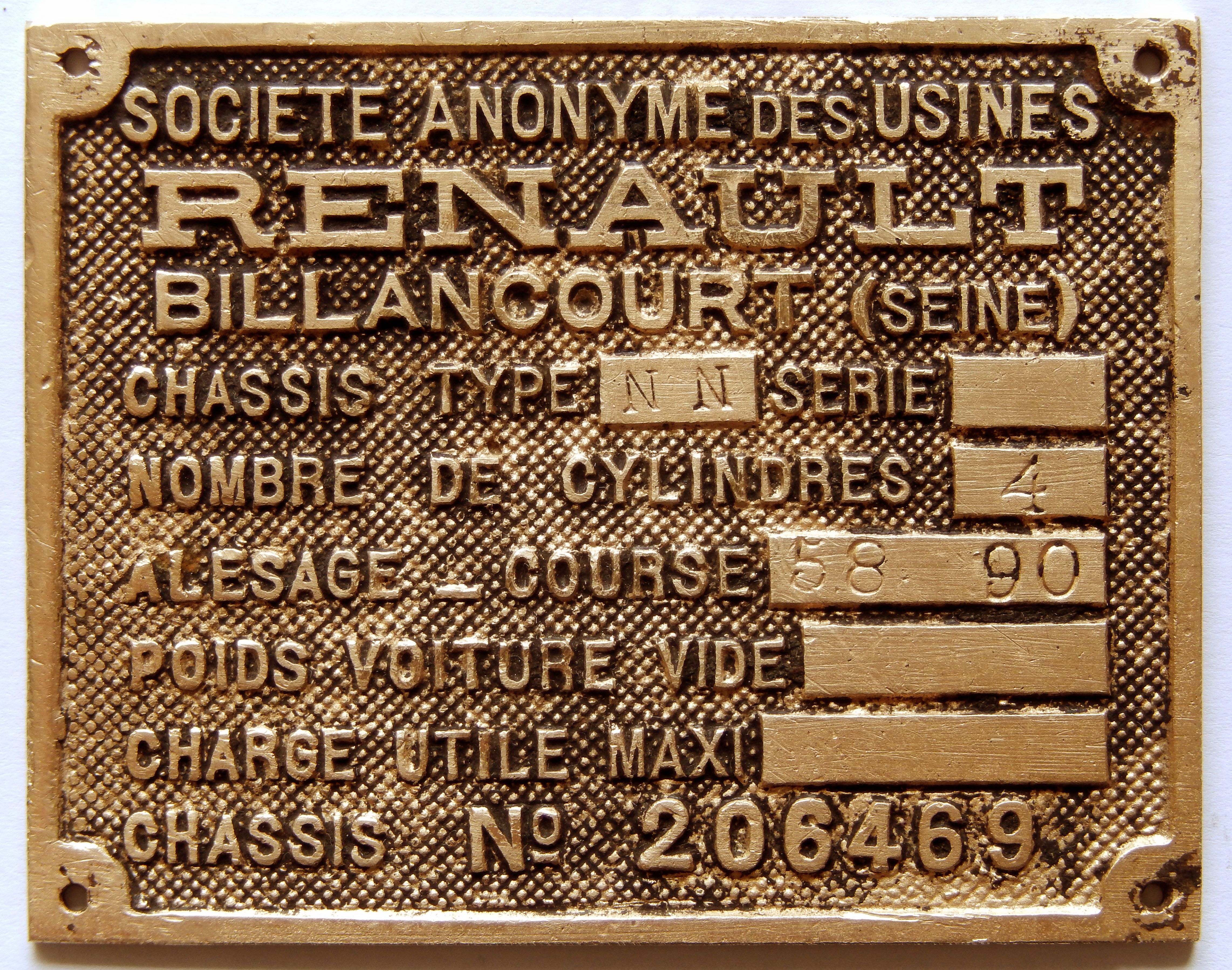
Plaque constructeur Renault NN (1924-1930).
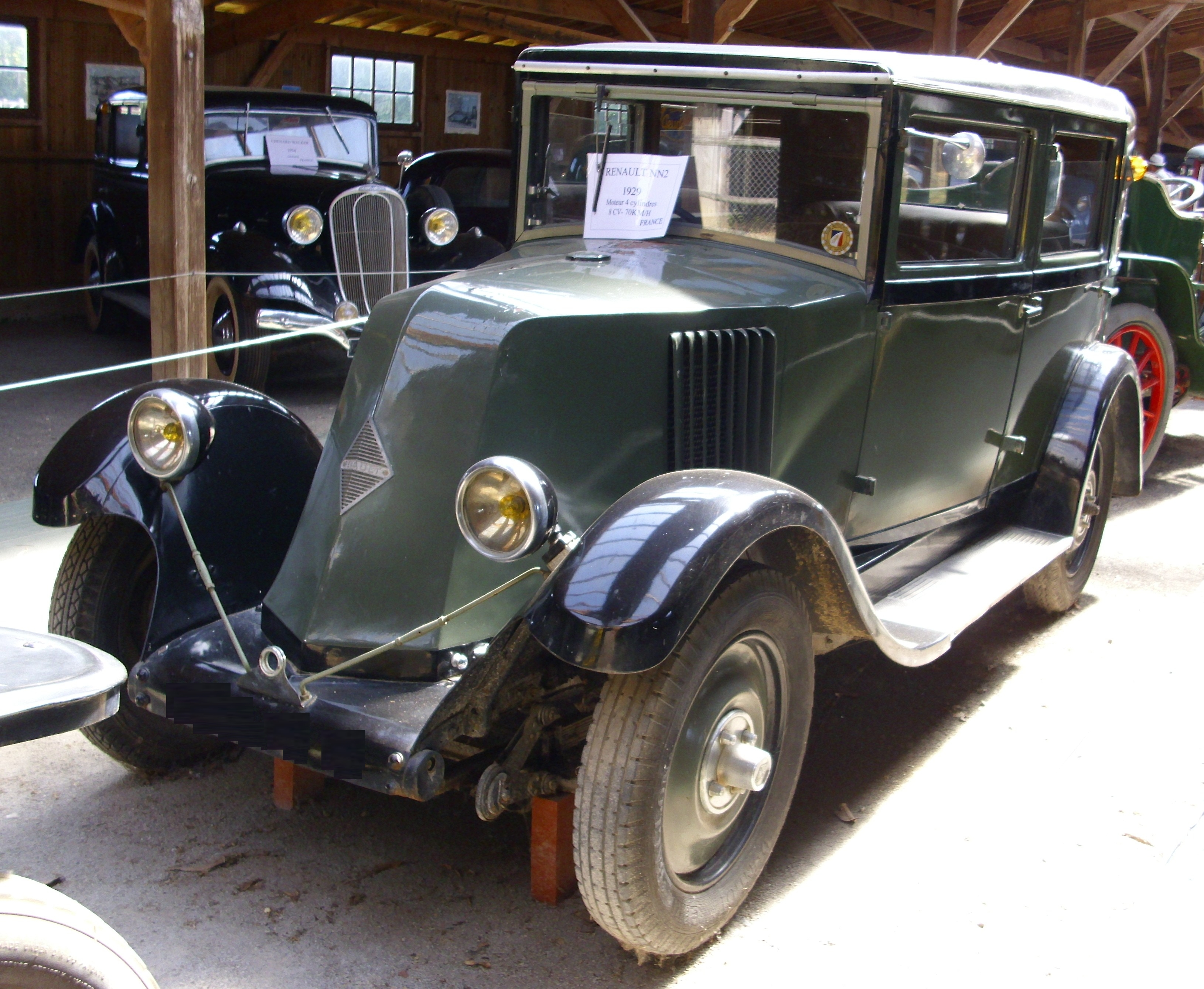
Renault NN 2 (galbe des ailes avant plus prononcé), berline.
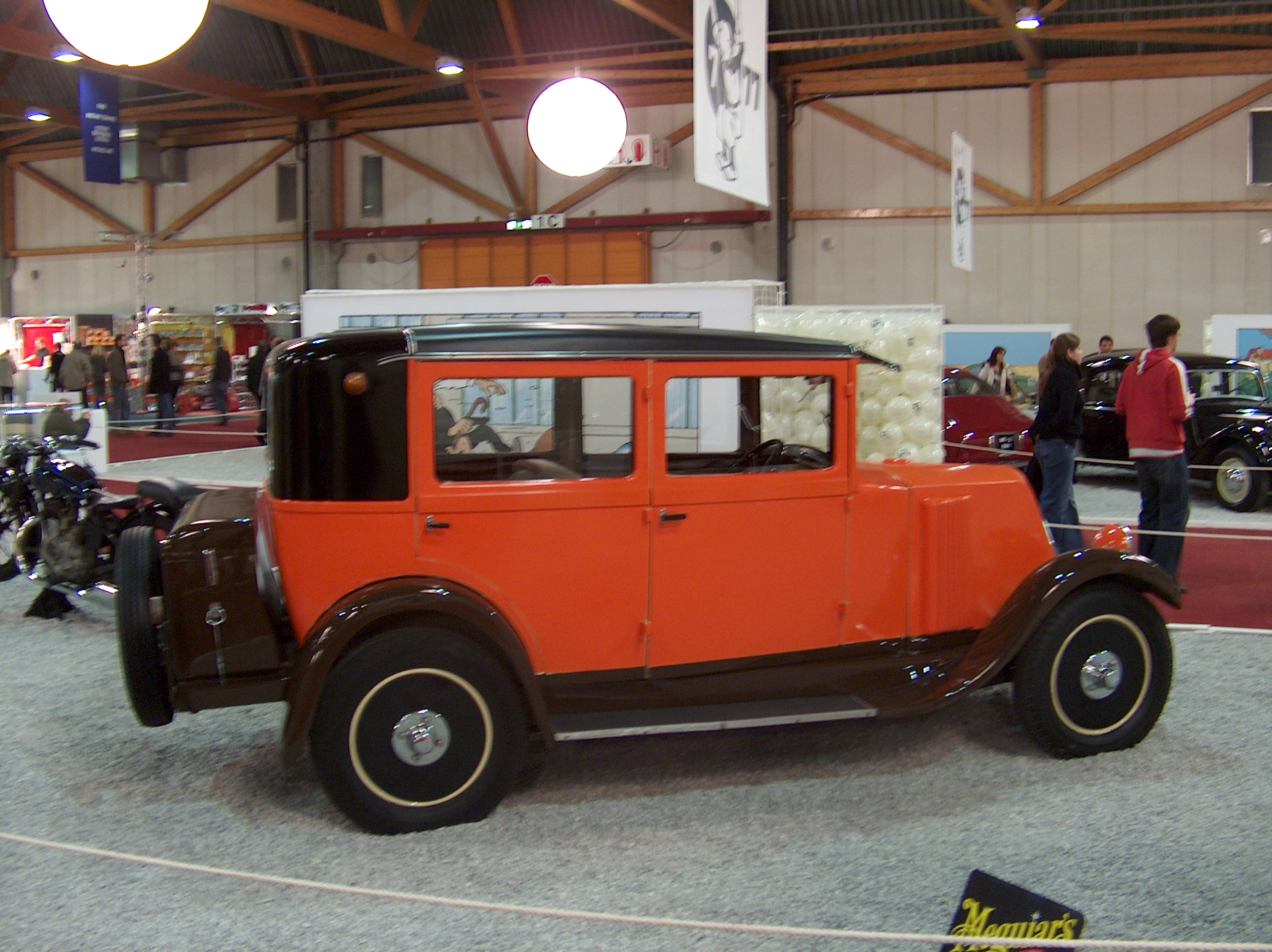
Renault NN 2, berline.

La NN est disponible en trois types de carrosseries : berline, torpédo ou cabriolet sur un châssis allongé dont l'empattement est de 2,65 m par rapport aux autres 6 cv de la marque à cette époque, permettant pour la première fois l'aménagement de quatre places assises spacieuses avec ses 3,40 mètres de long, son 1,40 m de large et son 1,72 m de haut pour un poids d'environ 1 050 kg. La NN1 fut également proposée en fourgonnette tôlée ou bâchée. 
Elle est mue par le moteur Renault 4 cylindres monobloc à culasse rapportée d'une cylindrée de 951 cm3 développant 15 ch à 2 000 tr/min, son régime maximal étant de 2 500 tr/min. L'alésage des cylindres est de 58 mm et la course des pistons de 90 mm. L'allumage est produit par une magnéto.
Sa puissance nominale est de 6 cv et elle dispose d'une boîte de vitesses à trois rapports avant dont la 3e était en prise directe et une marche arrière. Son rapport poids/puissance est de 70 kg/ch et son rapport puissance/litre de 15,789 ch/litre. Ses performances vont de 42  à   57 km/h, selon les rapports de pont.
Pour son freinage, elle est équipée de freins à tambours sur les quatre roues et d'un frein à main sur les roues arrière.
Dimensions des pneumatiques : 12 × 45.
En 1925 au Rallye automobile Monte-Carlo, Fischer termina 7e des voiturettes sur la Renault NN no 20.
Elle fut produite à près de 150 000 exemplaires.
Prix 1924 : torpédo : 16 500 F, conduite intérieure 4 places : 18 900 F.